# CSS Agrippina
La Agrippina era una barcaza británica construida en Scarborough por el astillero Tindall en 1834 y se dedicaba al comercio del Mediterráneo cuando la Confederación la compró o fletó en secreto en 1862; actuó como la primera y principal ayudante del asaltante Alabama a lo largo de su meteórica carrera. Una marca distintiva registrada de ella es el casco pintado "de negro con una cuenta amarilla a lo largo de los lados".
Órdenes del 28 de julio de 1862 escritas por el comandante Bulloch y firmadas por el aparente "propietario", el Sr. A. Hamilton, St. Helen's Place, Londres, le dijeron al capitán británico Alexander McQueen, a quien el cónsul de los EE. UU. denominó "un agente rebelde muy activo". -para proceder a Praya, isla de Terceira en las Azores y esperar el Enrica (Alabama), que debe reconocer cuando debe "detener una bandera inglesa blanca al obenque de popa del aparejo principal * * * responderá con su número , después de lo cual puedes comunicarte libremente". Al Capitán McQueen se le dijo que el Capitán Matthew S. Butcher (maestro hasta que Semmes lo relevó en Praya) le daría órdenes por escrito a partir de ese momento, pero "usted debe considerar todas las órdenes del comandante del vapor Alabama como autorizadas por nosotros, con o sin ninguna otra carta de aviso".
Más tarde, el Agrippina, carbonizó y rearmó al Alabama en la isla deshabitada de Blanquilla en el Caribe, en Praya nuevamente a mediados de enero de 1864 y en otros lugares, mientras los cruceros federales buscaban a su paso por todo el Caribe y el Atlántico Sur. Una vez, en mayo-junio de 1863, el USS Mohican y Onward arrinconaron tanto a Agrippina como al Castor (el bote auxiliar del Georgia) en Bahía y permanecieron allí en aguas brasileñas hasta que su presencia obligó a los dos barcos a vender su carbón y  pólvora a cambio de una autorización del puerto; el Agrippina cargó "pecava" y palo de rosa para Londres, por lo que no pudo encontrarse con Semmes en el Cabo de Buena Esperanza como se le ordenó.
- Datos: Q111721790